# Proud Mary (banda)
Proud Mary es una banda de country/blues/rock formada en Royton, Oldham, Inglaterra. La banda fue descubierta por Noel Gallagher en 2001, siendo así la primera en firmar con su discográfica Sour Mash. La banda es liderada por el cantante Greg Griffin y el guitarrista y compositor Paul Newsome, exintegrante da la banda de rock de los 90's The Ya Ya's, quienes salieron de gira con unos aun desconocidos Oasis.

## Historia
El álbum debut de Proud Mary, "The Same Old Blues", fue lanzado en junio de 2001. La banda se separó de Sour Mash en 2003, y lanzó su segundo álbum, "Love and Light", con la Redemption Records en 2004, el cual también fue bien recibido. La banda ha hecho giras con Neil Young, The Black Crowes y Ryan Adams, y ha tocado en varios importantes festivales de música.
En 2006 Paul se traslada a Los Ángeles llevando a Proud Mary a una pausa musical. A lo largo de 2007 y 2008, Greg trató de llenar el vacío Proud Mary con numerosos shows en solitario y con el apoyo del exguitarrista de Proud Mary, Nev Cottee y varios músicos de otras bandas. Greg publicó un disco en solitario, Glass Bottom Boat, Paul Newsome también lanzó su disco en solitario, titulado Electric and Palms, también compuso para varias películas y decenas de series de televisión en Los Ángeles.
La banda se reunió en 2009, tocando en seis oportunidades en el Reino Unido. Proud Mary se encuentra actualmente en estudio terminando su tercer álbum aún sin título.

## Discografía

### Álbumes
- "The Same Old Blues" (18 de junio de 2001)
- "Love and Light" (13 de septiembre de 2004)

### E.P
- "Dust and Diamonds" (27 de agosto de 2009)